# ブルジョア民主主義
- ブルジョア民主主義
- プルジョワ民主主義

ブルジョア民主主義（ブルジョアみんしゅしゅぎ、英: bourgeois democracy）または資本民主主義（英: capitalist democracy）とは、ブルジョワ（市民・資本家）による民主主義を指す用語。主に社会主義や共産主義などの立場から、自由主義（資本主義）社会の議会制民主主義に対して批判的な意味を持って使用されている。類似用語は自由民主主義など。対比用語はプロレタリア民主主義など。

## 歴史
イギリスでは、13世紀のマグナ・カルタ、17世紀の清教徒革命や名誉革命などを経て、議院内閣制などの議会主義が段階的に形成された。また18世紀後半にはアメリカ独立革命により、大統領制の民主主義が形成された。
フランスでは1789年に勃発したフランス革命によって実現した。従来は封建制に基づく絶対主義（アンシャン・レジーム）を維持してきたフランス王国で、フロンドの乱以来経済的に有力となりつつあった市民階級（ブルジョワジー）が政治的にも権力を得るため、啓蒙思想的自由主義に基づく暴力革命によって貴族と国王を打倒し、政権を得た。1792年に前1791年に制定された1791年憲法に基づく立法議会が廃止され、ジャコバン派によって普通選挙法が制定されることによって議会政治（当時のフランスでは国民公会）は世界的に普及してゆくものとなった。
当初のプルジョワ民主主義は、啓蒙思想の自由主義を中心理念とし、「理性と教養ある人物が、議会で自由に議論し議決する」として、一定の財産を持った男性のみによる制限選挙であり、無産市民・女性・植民地などには選挙権はなく、政党は存在しても名望家政党であり綱領や党議拘束は存在しなかった。経済的にはレッセフェールによる経済的自由主義（古典的自由主義）であり、市場経済における景気循環は必然であり、政府による経済への介入は最小限であるべきで、貧困や失業などは個人の自由な選択の結果であり自己責任とされた（夜警国家論）。また独裁の発生を避けるために立憲主義などの法の支配や、三権分立などの権力分立を重視した。
資本主義の進展により伝統的な共同体が解体されて、ブルジョワジー（資産家階級、資本家階級）とプロレタリアート（労働者階級）への分化・二極化と、低賃金・劣悪な労働条件・社会的失業などが常態化して社会不安が増大すると、従来の個人主義的な自由主義に対して、社会主義や共産主義が拡大した。また普通選挙や女性参政権の進展により大衆社会化が進んだ。1914年、第一次世界大戦が勃発すると、社会主義勢力は各国の議会制民主主義の範囲内で社会改良を目指す社会民主主義と、暴力革命によって社会主義革命を主張する共産主義（マルクス・レーニン主義）に分裂した。1917年にはロシア革命により社会主義国が誕生した。ウラジーミル・レーニンは、従来の資本主義社会は帝国主義に変質して延命していると批判し、「ブルジョア民主主義からプロレタリア民主主義への転化」や民族自決を主張した。
1929年、世界恐慌により大量の失業者が発生し、イタリア王国ではファシズム、ドイツ国ではナチズムが台頭して、国家主義や民族主義を掲げて従来の議会制民主主義を批判し、統制経済によって雇用の確保や社会の安定を優先した。またアメリカ合衆国ではニューディール政策により政府による公共事業などによる有効需要の創出が行われた（社会自由主義（ニュー・リベラリズム））。
第二次世界大戦後、西側先進国では修正資本主義により社会保障が確立され恩恵が労働者階級に広がるようになり、ブルジョア民主主義体制打倒を唱える体制転換の動きは下火となった。しかし、20世紀末より古典的自由主義による市場経済を再評価する立場から新自由主義（ネオ・リベラリズム）やグローバリゼーションが主張され、規制緩和や民営化が行われ、その結果としての社会的格差の拡大や恒常化（格差社会）が課題となっている。